# Il'ja Mokrecov
Il'ja Mokrecov (in russo Илья Мокрецов?; Kazan', 17 aprile 1984) è uno schermidore russo naturalizzato kazako, che ha rappresentato il Kazakistan ai Giochi olimpici di Rio de Janeiro 2016.